# Baksjön (naturreservat)
Baksjön är ett naturreservat i Storfors kommun i Värmlands län.
Området är naturskyddat sedan 1977 och är 49 hektar stort. Reservatet omfattar Baksjön med strandområden. Det är en fågellokal med betesmarker i norr och kanten av barrskog i väster och lövskogspartier i öster. 